# Imed Hazgui
Imed Hazgui (arabe : عماد الحزقي), né en 1968 à Tunis, est un homme politique et haut fonctionnaire tunisien qui occupe le poste de ministre de la Défense en 2020.

## Biographie

### Études
Imed Hazgui est titulaire d'une maîtrise en sciences juridiques de la faculté des sciences juridiques, politiques et sociales de Tunis, d'un diplôme d'études approfondies en droit international auprès de la faculté de droit de l'université Nancy-II et d'un diplôme d'études approfondies en droit public à la Sorbonne.

### Carrière professionnelle et politique
Inscrit auprès de l'ordre des avocats de Tunis en 1995, il travaille comme conseiller auprès du ministre des Affaires étrangères entre 1996 et 1998, avant d'intégrer le Tribunal administratif comme conseiller adjoint. Le 18 juillet 2017, il est élu président de l'Instance nationale d'accès à l'information.
En février 2020, il est nommé ministre de la Défense dans le gouvernement d'Elyes Fakhfakh.
En décembre de la même année, il est nommé président du Haut comité du contrôle administratif et financier.